# 제5의 힘
제5의 힘(영어: fifth force)은 우주에 존재하는 기본적인 네 가지 힘외의 힘을 말한다. 표준 모형으로 설명되지 않는 X17 입자의 발견이 제5의 힘의 존재를 시사하나 증명되지는 않았다.